# Aniplex
Aniplex Inc. (株式会社アニプレックス, Kabushiki Gaisha Anipurekkusu), (anteriormente conhecida como Sony Pictures Entertainment (SPE) Visual Works e Sony Music Entertainment (SME) Visual Works Inc.) é uma empresa japonesa fundada em 1997, de propriedade da Sony Music Entertainment Japan, e responsável pela produção e distribuição de músicas e anime. A Aniplex esteve envolvida no plajenamento, produção e distribuição de várias séries de anime, como Fullmetal Alchemist, Blood: The Last Vampire,  Kimetsu no Yaiba e Rurouni Kenshin. Além disso, a Aniplex produz e distribui músicas e gravações de trilhas sonoras, incluindo as trilhas sonoras originais de todos os jogos da Sony Computer Entertainment.
A Aniplex também está envolvida na comercialização em varejo, produzindo brinquedos, jogos, materiais diversos, alimentos e outros itens apresentando personagens populares. A Aniplex também organiza eventos para promover as suas franquias de anime. Por exemplo, a Aniplex realizou, em 2005, o FullMetal Alchemist Festival, que começou com o FullMetal Alchemist Tour na Universal Studios do Japão.
Anteriormente conhecida como Sony Pictures Entertainment (SPE) Visual Works Inc, ela foi estabelecida em 1995 como resultado de uma joint-venture entre a Sony Pictures Entertainment e a Sony Music Entertainment Japan, alterando seu nome para Sony Music Entertainment (SME) Visual Works Inc. em 2001 após se tornar uma subsidiária de propriedade integral da Sony Music Entertainment Japan. Em abril de 2003, ela alterou seu nome para Aniplex Inc.
Em 2004, a Aniplex lançou o selo Sugi Label, que lança os trabalhos de Koichi Sugiyama – compositor da trilha sonora da série Dragon Quest.
Em 2005, a companhia fundou o estúdio de animação A-1 Pictures.

## Produção em anime
Aniplex produz: